# Равшанобод
Равшанобод (тадж. Равшанобод) — село в Хатлонской области Республики Таджикистан. 
Входит в состав джамоата (сельской общины) им. Носира Хусрава Кубодиёнского района.
Находится на расстоянии 10 км от центра джамоата и района (пгт. Кубодиён).
Население — 1000 чел. (2017).